# 武藏野之森公園
武藏野之森公園（日语：／ Musashinonomori Koen），是位於日本東京都府中市、調布市及三鷹市之間的都立公園，由東京都公園協會管理。

## 概要
2000年4月1日開幕。公園分為北區和南區，一旁緊鄰調布飛行場，橫越人見街道（東京都道110號府中三鷹線）向北200米為野川公園。在公園北區設有服務中心，負責管理公園事務。整座公園包含了朝日足球場、網球場、軟式棒球場暨壘球場（綜合運動場）、足球場暨橄欖球場、少年棒球場、軟式棒球場、西町足球場等運動設施，也可近距離拍攝於跑道上起飛或降落的飛機。
此處被選為2020年夏季奧林匹克運動會自行車比賽公路賽起點。

## 外部連結
- 官方网站 （日語）
- 武藏野之森公園的X（前Twitter）